# Wolfenstein: The New Order
Wolfenstein: The New Order — компьютерная игра в жанре шутера от первого лица, разработанная шведской компанией MachineGames и изданная Bethesda Softworks в 2014 году на платформах Windows, PlayStation 3, PlayStation 4, Xbox 360 и Xbox One. Часть серии компьютерных игр Wolfenstein. В России локализацией и распространением игры занималась компания 1С-СофтКлаб.
События The New Order разворачиваются в альтернативной вселенной, в которой нацистской Германии, совершившей технологический скачок, удалось выиграть Вторую мировую войну. Начало игры происходит в 1946 году, когда главный герой, капитан Уильям «Би-Джей» Бласковиц, получает травму головы во время штурма немецкой крепости. Проведя 14 лет в вегетативном состоянии, герой приходит в себя в 1960 году и видит антиутопический мир, жёстко контролируемый нацистским режимом. Игра представляет собой шутер от первого лица, в котором игрок должен сражаться с нацистскими солдатами и роботами в различных точках планеты.
Wolfenstein: The New Order получила высокие оценки от различных игровых ресурсов; обозреватели особо отмечали бои и сценарий игры, и в целом The New Order рассматривалась как поворот серии Wolfenstein к лучшему. В 2015 году вышло самостоятельное дополнение Wolfenstein: The Old Blood — приквел, события которого разворачивается в 1946 году незадолго до штурма крепости генерала «Черепа»; в 2017 — игра-продолжение Wolfenstein II: The New Colossus, действие которой происходит в оккупированных Третьим рейхом США.

## Сюжет
Игра начинается в альтернативном 1946 году, Би-Джей Бласковиц и его пилот, Фергюс Рид, летят над Балтийским морем к замку генерала Вильгельма «Черепа» Штрассе, главного антагониста игры. Самолёт героев оказывается подбит и им приходится перепрыгнуть на другой самолёт, где они знакомятся с рядовым Пробстом Вайаттом III. Самолёт падает в воду вблизи крепости. Небольшой отряд уцелевших проникает в замок. Герои добираются до крематория и попадают в плен к Черепу. Череп собирается подвергнуть Вайатта или Фергюса чудовищным опытам и ставит перед Бласковицем нелёгкий выбор. В зависимости от выбора игрока, Череп убивает либо Вайатта, либо Фергюса. Череп забирает мозг убитого и выходит из помещения, Бласковиц и товарищ, которого игрок оставил в живых, убивают охранника, взламывают решётку на окне и выпрыгивают в море. Труба с газом взрывается, крупный осколок пробивает голову Бласковицу. Героя подбирают рыбаки, польский врач считает положение Бласковица безнадёжным и отправляет героя в психиатрическую клинику доживать свой век в овощном состоянии.
Прикованный к коляске, Бласковиц, временами приходя в сознание, проводит в психиатрической клинике 14 лет. За ним ухаживает медсестра Аня Олива и её родители. В клинику регулярно приходят нацисты и забирают больных для экспериментов Черепа. В один день, нацистский офицер объявляет о закрытии клиники, его бойцы убивают всех пациентов. В развязавшейся потасовке с солдатом погибают отец и мать Ани, а её саму уводят во двор. В момент, когда офицер направил на героя пистолет, Бласковиц приходит в себя, закалывает ножом нациста и с боем пробивается наружу, освободив Аню. Бласковиц и Аня прибывают к бабушке с дедушкой Ани, попутно обнаружив в багажнике автомобиля нацистского офицера. Из разговора со стариками он узнаёт, что война давно окончена, на дворе 1960 год, нацисты правят во всем мире, а США капитулировали ещё 12 лет назад после того, как Германия сбросила на Нью-Йорк атомную бомбу «Каратель». Под пытками пленный нацистский офицер раскрывает местонахождение членов сил Сопротивления. Бласковиц с боем пробивает дорогу через блокпост нацистов, после чего он и Аня поездом направляются в Берлин, столицу Рейха.
В поезде во время похода за кофе, Би-Джей знакомится с оберштурмбанфюрером СС Ирен Энгель, комендантом концлагеря в Хорватии и её любовником Буби. Фрау Энгель замечает в лице Бласковица чисто арийские черты и решает поиграть с ним в психологическую игру-тест, которую Би-Джей успешно проходит. По прибытии в Берлин, Би-Джей и Аня видят, как группу заключённых размещают в грузовики. Он запрыгивает на крышу грузовика и проникает в берлинскую тюрьму Айзенвальд. В тюремном блоке В2 Бласковиц встречает Вайатта (Фергюса). Герои сбегают из тюрьмы и добираются до штаб-квартиры Сопротивления — Круга Крайзау, скрытой в самом центре Берлина. Там Бласковиц встречает Кэролайн Бекер, с которой герой знаком по событиям игры Wolfenstein 2009 года и которую он считал погибшей. Кэролайн решает перейти к решительным действиям и начать с захвата прототипов новейших бесшумных вертолётов, которые находятся в Лондонской Наутике — главном научно-исследовательском комплексе Рейха. Бласковиц обнаруживает секретную лабораторию, где изучается наследие тайного общества «Даат Ихуд». Взяв документы с исследованиями, Бласковиц с боем добирается до ангара и вместе с группой угоняет вертолёты, спрятав их в штаб-квартире.
Изучая плесень, поражающую основной строительный материала Рейха «супербетон», бумаги «Даат Ихуд» и списки евреев, Аня догадывается, что за этой диверсией стоит один из лидеров «Даат Ихуд» учёный Сет Рот, сейчас он находится в концлагере Белица в северной Хорватии, где добывают известняк для «супербетона». Бласковиц проникает в концлагерь под видом заключённого. По прибытии заключённых встречает комендант лагеря фрау Энгель и Буби. Бласковиц встречается с Сетом и организует побег, но попадает в ловушку нацистов. Энгель, узнав своего попутчика в поезде, собирается его казнить вместе со всем блоком, но Сет захватывает контроль над боевым роботом «Герр Фауст». Робот истребляет солдат и обезображивает лицо Энгель. Герои прорываются к грузовику и сбегают из лагеря.
В штаб-квартире Сопротивления, Сет Рот рассказывает, что он является членом тайного ордена «Даат Ихуд», чьи адепты верят, что единственный способ постичь бога — это путь знаний. Они не заинтересованы в применении или извлечении прибыли из своих изобретений, для них это было общение с богом и не более. Посему все изобретения, значительно опережавшие своё время на сотни лет вперёд, просто скапливались в хранилищах. Одно из таких хранилищ находится в Атлантике, но проникнуть туда можно только на подводной лодке. Проделав опасный путь через затопленные берлинские катакомбы Бласковиц проникает на станцию и угоняет поезд с торпедами. Торпеды погружают на подлодку «Молот Евы» — самую мощную подводную лодку нацистов, являющуюся флагманом всего подводного флота Рейха, и оснащённую ядерной пушкой. Бласковиц захватывает подлодку и вместе с прибывшими бойцами Круга Крайзау пробирается в хранилище «Даат Ихуд». Герои находят экзоскелет, взаимодействующий напрямую с нервной системой человека и передают его Кэролайн, что позволяет ей вновь встать на ноги и сражаться с нацистами в полную силу. Сопротивление решает нанести ядерный удар по базе Черепа, но коды доступа к ядерному оружию находятся на нацистской лунной базе, поскольку убитый Бласковицем нацистский капитан «Молота Евы» знал их наизусть и унёс их с собой в могилу. С помощью одного из изобретений «Даат Ихуд», называемого «Шпинделем вращения», герои разрушают мост через Гибралтарский пролив, по которому ехал поезд с учёным, собиравшемся лететь на Луну, чтобы продолжить работы по созданию новых суперсолдат. Бласковиц под видом нацистского учёного прилетает на Луну, добирается по поверхности спутника до штаба, завладевает ключами доступа и угоняет шаттл, который разбивается у Лондонской Наутики. Бласковиц вступает в бой с «Лондонским монитором» — исполинским боевым роботом нацистов, в своё время подавившим всё Лондонское сопротивление, и сражает механического зверя. В это время люди фрау Энгель находят и штурмуют берлинскую штаб-квартиру Сопротивления. Выжившие на «Молоте Евы» добираются до замка Черепа.
Буби подстерегает Бласковица, проникшего в замок, и вкалывает ему сильный транквилизатор, но из-за черепно-мозговой травмы Бласковица, транквилизатор не подействовал в полную силу. Пришедший в себя главный герой убивает Буби и освобождает пленников. Бласковиц не успевает выбраться из лифта и попадает к Черепу, который выпускает против него робота, управляемого мозгом Вайатта/Фергюса, казнённого Черепом в начале игры. Бласковиц побеждает робота и уничтожает мозг товарища, избавляя от страданий в теле механического монстра. Череп, сев в бронеробота, выходит «один на один» с Бласковицем. Разрушив бронеробота Бласковиц собирается добить раненого Черепа, но тот со смехом взрывает гранату, губя себя и тяжело изувечив Бласковица. Все выжившие садятся в вертолёт и улетают, изувеченный Бласковиц лёжа на полу замка отдаёт приказ стрелять по крепости из ядерной пушки.

## Разработка и выпуск
После того, как компания MachineGames была создана, её работники начали придумывать игровые концепты и предлагать их издателям. В июне 2009 года компания Zenimax Media приобрела студию id Software и всю её интеллектуальную собственность, включая Doom, Quake и Wolfenstein. Дочерняя компания Zenimax, Bethesda Softworks, которая ранее отвергла идею игры от MachineGames, предположила, что вместо этого они могут разработать новую игру во франшизе, приобретённой Zenimax. MachineGames спросила о возможности разработки новой игры в серии Wolfenstein и в июле 2010 года представители студии были приглашены в офис id Software в Техасе, где их запрос был одобрен. В ноябре 2010 года бумаги были подписаны и MachineGames могла начинать разработку The New Order в качестве дочерней студии Zenimax. Разработка игры продолжалась примерно 3 года.
Wolfenstein: The New Order была анонсирована Bethesda Softworks 7 мая 2013 года с помощью трейлера. До этого Bethesda опубликовала 3 изображения с надписью «1960». Изначально игра планировалась к выходу в конце 2013 года, однако затем её релиз был перенесён на 2014 год, для того, чтобы разработчики могли лучше «отполировать» игру. В феврале 2014 года было анонсировано, что The New Order будет выпущена 20 мая 2014 года в Северной Америке, 22 мая — в Австралии и 23 мая — в Европе. Позже австралийская и европейская даты выхода были сдвинуты в результате чего выпуск игры во всех регионах был запланирован на 20 мая. Все игроки, предзаказавшие игру, получили код доступа к бета-тесту Doom 2016 года, который был проведён позже. В соответствии с Параграфом 86а Уголовного кодекса Германии, из немецкой версии The New Order были удалены все нацистские символы и упоминания нацизма. Немецкое рейтинговое агентство, Unterhaltungssoftware Selbstkontrolle, позже представило «оговорку о социальной адекватности», которая разрешила использование подобных символов в подходящих сценариях, которые рассматриваются в индивидуальном порядке. Bethesda сделала не цензурированную международную версию без немецкой локализации доступной для покупки в Германии 22 ноября 2019 года, при этом продолжив продавать цензурированную и локализованную версию отдельно. После выхода основной игры, MachineGames начала разработку Wolfenstein: The Old Blood, самостоятельного дополнения, чьи события разворачиваются до событий The New Order. Оно было выпущено в мае 2015 года.
Йерк Густафссон заметил, что сотрудники MachineGames уже имели опыт в создании сюжетных игр в работе со Starbreeze Studios — Chronicles of Riddick и The Darkness. По его словам, они хотели немного отойти от рамок классического шутера: Wolfenstein: The New Order больше является action-adventure. Для этого нужно иметь привлекательный сюжет, чтобы люди заинтересовались и снова продолжали играть, что очень важно. В 2014 году художественный руководитель студии MachineGames Йенс Маттис в интервью изданию Giant Bomb рассказал, что разработчики хотели бы сделать сиквел игры и у них уже есть чёткое понимание того, что они хотели бы добиться в продолжении.

## Саундтрек
В качестве композитора игры выступил австралийский музыкант Мик Гордон, и The New Order стала первой игрой, изданной Bethesda Softworks, в создании которой он принимал участие. В дальнейшем продолжил сотрудничество, как с MachineGames, так и с другими дочерними студиями Zenimax Media, но после выхода Doom Eternal Гордон прекратил работу с id Software.
Перед началом работы музыкант на три дня посетил Швецию, чтобы лично посмотреть на видеоигру. В разработке музыки к игре также помогал Фредерик Тордендаль, гитарист шведской группы Meshuggah и Ричард Дэвин, американский звукорежиссёр. По признанию Гордона, разработка саундтрека для данной игры значительно отличалась от других.
Команда искала жанр, на котором можно было бы создать саундтрек. Сперва музыканты решили использовать музыку, похожую на творчество Рихарда Вагнера, которым вдохновлялся Адольф Гитлер. Но, изучив работы композитора, разработчики от этой идеи отказались. Команда решила придать музыке, связанной с нацистами, гораздо более жуткое звучание, поэтому был за основу музыки был взят дисторшн. Также они искали вдохновение в музыке 60-х и использовали аналоговое оборудование. Всего командой было записано 6 часов музыки.

Альбом с саундтреком вышел 19 мая 2014 года на цифровых площадках.
| №   | Название                                       | Длительность |
| --- | ---------------------------------------------- | ------------ |
| 1.  | «Deathshead»                                   | 1:40         |
| 2.  | «Adrift»                                       | 1:46         |
| 3.  | «The New Order»                                | 3:43         |
| 4.  | «14 Years»                                     | 1:21         |
| 5.  | «Frau Engel»                                   | 2:26         |
| 6.  | «Papers, Please»                               | 2:10         |
| 7.  | «Kill Everyone»                                | 2:18         |
| 8.  | «Concrete for Miles»                           | 1:51         |
| 9.  | «Zellenblock B-2»                              | 2:09         |
| 10. | «The Kreisau Circle»                           | 1:23         |
| 11. | «London Nautica»                               | 2:49         |
| 12. | «Konzentrationslager»                          | 3:07         |
| 13. | «Herr Faust (Мик Гордон и Фредрик Тордендаль)» | 2:55         |
| 14. | «Der Mond»                                     | 5:03         |
| 15. | «Kybernetik (Мик Гордон и Ричард Дивайн)»      | 2:06         |
| 16. | «Ransacked»                                    | 5:04         |
| 17. | «Prototype»                                    | 3:44         |
| 18. | «Ende»                                         | 6:10         |

## Отзывы и критика
| Сводный рейтинг       | Сводный рейтинг                                         |
| Агрегатор             | Оценка                                                  |
| --------------------- | ------------------------------------------------------- |
| GameRankings          | (PC) 83,67 % (PS3) 78,33 % (PS4) 81,10 % (XONE) 82,29 % |
| Metacritic            | (PC) 81/100 (PS4) 79/100 (XONE) 79/100                  |
| MobyRank              | (РС) 76/100 (PS4) 74/100                                |
| OpenCritic            | 81/100                                                  |
| Иноязычные издания    |                                                         |
| Издание               | Оценка                                                  |
| CVG                   | 9/10                                                    |
| Edge                  | 8/10                                                    |
| EGM                   | 8,5/10                                                  |
| Eurogamer             | 6/10                                                    |
| Game Informer         | 8/10                                                    |
| GamePro               | 87/100                                                  |
| GameRevolution        | 4,5/5                                                   |
| GameSpot              | 8/10                                                    |
| GamesRadar+           | 4/5                                                     |
| GameStar              | 86/100                                                  |
| GameTrailers          | 7/10                                                    |
| GameZone              | 7,5/10                                                  |
| IGN                   | 7,8/10                                                  |
| Joystiq               | 3/5                                                     |
| OPM                   | 8/10                                                    |
| PC Gamer (UK)         | 84/100                                                  |
| PC Gamer (US)         | 84/100                                                  |
| Polygon               | 9/10                                                    |
| Русскоязычные издания |                                                         |
| Издание               | Оценка                                                  |
| Absolute Games        | 85 %                                                    |
| «IGN Россия»          | 9/10                                                    |
| PlayGround.ru         | 8,5/10                                                  |
| Riot Pixels           | 71 %                                                    |
| «Игромания»           | 9/10                                                    |
| «Канобу»              | 8/10                                                    |

Игра Wolfenstein: New Order получила преимущественно положительные отзывы игровых ресурсов. Журналисты положительно отозвались о мире игры, увлекательной механике и музыкальном сопровождении. Среди минусов была отмечена плохая оптимизация игры. На сайте Metacritic версия для персональных компьютеров имеет среднюю оценку в 81/100, а для консолей PlayStation 4 и Xbox One — 79/100.

### Продажи
Wolfenstein: The New Order стала второй после Titanfall самой продаваемой игрой 2014 году в Великобритании в пределах релизной недели. Игра возглавила недельные британские чарты в свою первую неделю, продавшись тиражом в четверть от всех проданных игр в регионе и получив 36 % выручки. По данным MCV, игра стала 22-й самой продаваемой игрой 2014 года в Великобритании. В Соединенных Штатах игра стала четвёртой и седьмой самой продаваемой игрой за май и июнь 2014 года соответственно. Игра стала пятой и четырнадцатой самой продаваемой игрой в цифровом формате на PlayStation 4 за май и июнь 2014 года соответственно. В свою первую неделю в Японии версии для PlayStation 3 и PlayStation 4 были помещены на 15-е и 8-е места соответственно, вместе продавшись тиражом в более 11,000 копий. К июню 2014 года игра имела почти 400,000 проданных физических копий в Европе, что составляет более 21 миллиона евро. Летом 2018 года, благодаря уязвимости в защите Steam Web API, стало известно, что точное количество пользователей сервиса Steam, которые играли в игру хотя бы один раз, составляет 1 819 928 человек.

### Награды
Wolfenstein: New Order получила множество номинаций и наград от различных игровых изданий. Игра завоевала звание «Игра года» от издания Classic Game Room и получила номинации от Golden Joystick Awards, Good Game, Game Informer, IGN Australia и получила второе место в рейтинге издания Polygon. Также игра попала в различные списки лучших игр 2014 года: Ars Technica разместило игру на 6-м месте, USA Today на 9-м, а Eurogamer на 10-м. Игра также получила номинации в категории «Лучший шутер» от The Escapist, The Game Awards, Game Informer, GameTrailers, Hardcore Gamer и IGN. Она получила номинации, связанные с высоким качеством сюжета от The Game Awards, Golden Joystick Awards, IGN Australia и SXSW Gaming Awards. Она получила второе место в номинации «Наибольший сюрприз» от Giant Bomb и читателей Kotaku. Она также была номинирована на «Лучшую ПК-игру» от IGN Australia и получила второе место от читателей Kotaku в аналогичной номинации. Игра также была номинирована в категории «Лучшая мультиплатформенная игра» от Hardcore Gamer, «Лучшая консольная игра» от IGN Australia, и «Лучшая игра для PlayStation 3», «Лучшая игра для Xbox 360», и «Лучшая игра для Xbox One» от IGN.
| Список наград и номинаций Wolfenstein: The New Order | Список наград и номинаций Wolfenstein: The New Order       | Список наград и номинаций Wolfenstein: The New Order | Список наград и номинаций Wolfenstein: The New Order | Список наград и номинаций Wolfenstein: The New Order | Список наград и номинаций Wolfenstein: The New Order |
| Год                                                  | Награда                                                    | Категория                                            | Номинант                                             | Результат                                            | Прим.                                                |
| ---------------------------------------------------- | ---------------------------------------------------------- | ---------------------------------------------------- | ---------------------------------------------------- | ---------------------------------------------------- | ---------------------------------------------------- |
| 2014                                                 | 32nd Golden Joystick Awards                                | Best Gaming Moment                                   | Выбор линии времени                                  | Номинация                                            | [ 69 ]                                               |
| 2014                                                 | 32nd Golden Joystick Awards                                | Best Storytelling                                    | Wolfenstein: The New Order                           | Номинация                                            | [ 69 ]                                               |
| 2014                                                 | 32nd Golden Joystick Awards                                | Game of the Year                                     | Wolfenstein: The New Order                           | Номинация                                            | [ 69 ]                                               |
| 2014                                                 | The Game Awards 2014                                       | Best Narrative                                       | Wolfenstein: The New Order                           | Номинация                                            | [ 78 ]                                               |
| 2014                                                 | The Game Awards 2014                                       | Best Shooter                                         | Wolfenstein: The New Order                           | Номинация                                            | [ 78 ]                                               |
| 2014                                                 | Press Play TV’s Game of the Year Awards 2014               | Best Reboot                                          | Wolfenstein: The New Order                           | Победа                                               | [ 90 ]                                               |
| 2014                                                 | Good Game Awards 2014                                      | Best Game                                            | Wolfenstein: The New Order                           | Номинация                                            | [ 70 ]                                               |
| 2014                                                 | Kotaku Awards 2014                                         | Biggest Surprise of the Year, Reader’s Choice        | Wolfenstein: The New Order                           | 2-е место                                            | [ 85 ]                                               |
| 2014                                                 | Press Play TV’s Game of the Year Awards 2014               | Best New Character                                   | Фергюс Рид                                           | Номинация                                            | [ 91 ]                                               |
| 2014                                                 | Kotaku Awards 2014                                         | PC Game of the Year, Reader’s Choice                 | Wolfenstein: The New Order                           | 2-е место                                            | [ 86 ]                                               |
| 2014                                                 | USA Today's Best of 2014                                   | Game of the Year                                     | Wolfenstein: The New Order                           | 9-е место                                            | [ 75 ]                                               |
| 2014                                                 | Game Revolution's Best of 2014 Awards                      | Best Action Game                                     | Wolfenstein: The New Order                           | Номинация                                            | [ 92 ]                                               |
| 2014                                                 | GameTrailers Best of 2014 Awards                           | Best Shooter                                         | Wolfenstein: The New Order                           | Номинация                                            | [ 80 ]                                               |
| 2014                                                 | Giant Bomb's 2014 Game of the Year Awards                  | Best Surprise                                        | Wolfenstein: The New Order                           | 2-е место                                            | [ 84 ]                                               |
| 2014                                                 | Ars Technica's Best of 2014                                | Game of the Year                                     | Wolfenstein: The New Order                           | 6-е место                                            | [ 74 ]                                               |
| 2014                                                 | Hardcore Gamer’s Best of 2014 Awards                       | 2014’s Dark Horse                                    | Wolfenstein: The New Order                           | Победа                                               | [ 93 ]                                               |
| 2014                                                 | Hardcore Gamer’s Best of 2014 Awards                       | Best Shooter                                         | Wolfenstein: The New Order                           | Номинация                                            | [ 81 ]                                               |
| 2014                                                 | Hardcore Gamer’s Best of 2014 Awards                       | Best Multiplatform                                   | Wolfenstein: The New Order                           | Номинация                                            | [ 81 ]                                               |
| 2014                                                 | Polygońs Games of the Year 2014                            | Game of the Year                                     | Wolfenstein: The New Order                           | 2-е место                                            | [ 73 ]                                               |
| 2014                                                 | The Escapist Awards                                        | Best Shooter                                         | Wolfenstein: The New Order                           | Номинация                                            | [ 77 ]                                               |
| 2014                                                 | Classic Game Room Game of the Year Awards 2014             | Game of the Year                                     | Wolfenstein: The New Order                           | Победа                                               | [ 94 ]                                               |
| 2015                                                 | Eurogamer's Reader’s top 50 games of 2014                  | Best Video Game                                      | Wolfenstein: The New Order                           | 10-е место                                           | [ 76 ]                                               |
| 2015                                                 | New Game Network Game of the Year Awards 2014              | Most Memorable Character                             | Уильям «Би-Джей» Бласковиц                           | Номинация                                            | [ 95 ]                                               |
| 2015                                                 | New Game Network Game of the Year Awards 2014              | Most Improved Sequel                                 | Wolfenstein: The New Order                           | Номинация                                            | [ 96 ]                                               |
| 2015                                                 | New Game Network Game of the Year Awards 2014              | Best Shooter                                         | Wolfenstein: The New Order                           | Номинация                                            | [ 97 ]                                               |
| 2015                                                 | Game Informeŕs 2014 Reader Choice Awards                   | Game of the Year                                     | Wolfenstein: The New Order                           | Номинация                                            | [ 71 ]                                               |
| 2015                                                 | Game Informeŕs 2014 Reader Choice Awards                   | Best Shooter                                         | Wolfenstein: The New Order                           | 3-е место                                            | [ 79 ]                                               |
| 2015                                                 | IGN's Best of 2014                                         | Best PS3 Game                                        | Wolfenstein: The New Order                           | Номинация                                            | [ 87 ]                                               |
| 2015                                                 | IGN's Best of 2014                                         | Best Xbox 360 Game                                   | Wolfenstein: The New Order                           | Номинация                                            | [ 88 ]                                               |
| 2015                                                 | IGN's Best of 2014                                         | Best Xbox One Game                                   | Wolfenstein: The New Order                           | Номинация                                            | [ 89 ]                                               |
| 2015                                                 | IGN's Best of 2014                                         | Best Shooter                                         | Wolfenstein: The New Order                           | Номинация                                            | [ 82 ]                                               |
| 2015                                                 | 18th D.I.C.E. Awards                                       | Action Game of the Year                              | Wolfenstein: The New Order                           | Номинация                                            | [ 98 ]                                               |
| 2015                                                 | 14th National Academy of Video Game Trade Reviewers Awards | Game, Franchise Action                               | Wolfenstein: The New Order                           | Номинация                                            | [ 99 ]                                               |
| 2015                                                 | IGN AU Black Beta Select Awards 2014                       | Best Visual Design                                   | Wolfenstein: The New Order                           | Номинация                                            | [ 72 ]                                               |
| 2015                                                 | IGN AU Black Beta Select Awards 2014                       | Best Storytelling                                    | Wolfenstein: The New Order                           | Номинация                                            | [ 72 ]                                               |
| 2015                                                 | IGN AU Black Beta Select Awards 2014                       | Best PC Game                                         | Wolfenstein: The New Order                           | Номинация                                            | [ 72 ]                                               |
| 2015                                                 | IGN AU Black Beta Select Awards 2014                       | Best Console Game                                    | Wolfenstein: The New Order                           | Номинация                                            | [ 72 ]                                               |
| 2015                                                 | IGN AU Black Beta Select Awards 2014                       | Overall Game of the Year                             | Wolfenstein: The New Order                           | Номинация                                            | [ 72 ]                                               |
| 2015                                                 | 15th Annual Game Developers Choice Awards                  | Best Technology                                      | Wolfenstein: The New Order                           | Номинация                                            | [ 100 ]                                              |
| 2015                                                 | 2015 SXSW Gaming Awards                                    | Excellence in Narrative                              | Wolfenstein: The New Order                           | Номинация                                            | [ 83 ]                                               |

### Комментарии
1. ↑  в зависимости от выбора игрока немного меняется игровой процесс и некоторые кат-сцены с участием Вайатта или Фергюса